# Morskranes
Morskranes (dansk: Morskranæs) er en færøsk bygd på Eysturoy og ligger ved det nordgående sund Sundini mellem Streymoy og Eysturoy og ved vejen fra Strendur til Selatrað. Bygden har  spredtliggende huse og er en del af Sjóvar kommuna. Den 1. januar 2025 havde Morskranes 20 indbyggere.Dens postnummer er FO-496.
Bygden blev grundlagt som en niðursetubygd omkring 1880.

## Galleri
- Morskranes
- Morskranes
- Morskranes